# Podocarpus borneensis
Podocarpus borneensis là một loài thực vật hạt trần trong họ Thông tre. Loài này được de Laub. miêu tả khoa học đầu tiên năm 1985. Chúng được tìm thấy ở Indonesia và Malaysia. 